# Grassitrema genypteri
Grassitrema genypteri är en plattmaskart som först beskrevs av Fyfe 1954.  Grassitrema genypteri ingår i släktet Grassitrema och familjen Hemiuridae. Inga underarter finns listade i Catalogue of Life.